# Антонова, Марина Владимировна
Мари́на Влади́мировна Анто́нова (род. 15 мая 1974, Саранск) — российский педагог и организатор образования, ректор Мордовского государственного педагогического университета имени М. Е. Евсевьева (с 2018), профессор РАО (2024).

## Биография
В 1991 году окончила с золотой медалью среднюю школу № 14 г. Саранска. В 1996 году закончила Мордовский государственный университет имени Н. П. Огарёва по специальности «Менеджмент» с присвоением квалификации «экономист-менеджер», в 2000 году решением диссертационного совета ей досрочно присуждена ученая степень кандидата экономических наук. Тема исследования: «Эффективность инвестиций в машиностроительном комплексе Республики Мордовия на примере промышленных предприятий».
С 2000 по 2003 год работала начальником международного отдела МГУ им. Н. П. Огарева. Являлась Президентом Фонда поддержки физкультурно-оздоровительного и спортивного движения Республики Мордовия. С 2003 по 2009 год состояла в должности доцента кафедры «Финансы и кредит» МГУ им. Н. П. Огарева. В декабре 2015 года избрана ректором ГБУ ДПО «Мордовский республиканский институт образования». В декабре 2018 стала ректором Мордовского государственного педагогического института имени М. Е. Евсевьева, сменив на этом посту Василия Васильевича Кадакина.

## Публикации

### 1999 год
- Экономическая сущность и формы инвестиций / Вестник мордовского университета. № 9, 1999. — Саранск : Изд-во Мордов. ун-та, 1999. — С. 12 — 15;
- Формирование и развитие инвестиционного процесса в Республике Мордовия / Материалы IV конференции молодых ученых (19-23 апреля 1999 г.). — Часть 1. — Саранск : Изд-во Мордов. ун-та, 1999. — С. 35 — 37;
- Эффективность инвестиционных проектов в Республике Мордовия / Сборник научных трудов ученых Мордовского университета. Саранск : Изд-во Мордов. ун-та, 1999. — С. 66 — 68;

### 2002 год
- Эффективность инвестиций в машиностроительном комплексе / Стратегия развития региона : материалы междунар. науч.-практ. конфер. (27-28 мая 2002). — Саранск : Тип. «Красн. Окт.», 2002. С. 41 — 42;

### 2003 год
- Роль бюджетного планирования и прогнозирования в современных условиях / Экономическое развитие современной России: проблемы и перспективы : межвуз. сб. науч. трудов.- Саранск : Изд-во Мордов. ун-та, 2003. С. 17 — 18;
- Проблемы местных бюджетов при формировании доходной базы / Российская экономика: потенциал для развития : межвуз. сб. науч. трудов. — Саранск: Изд-во Мордов. ун-та, 2003. — С. 50 — 52;

### 2004 год
- Налог на прибыль в России: история, основные проблемы / Экономика и финансы. — 2004. — № 4. — С. 17 — 19;
- Экономический рост: вопросы поддержки устойчивости / Проблемы устойчивости социально-экономического и культурного развития регионов РФ : матер. всерос. науч.-практ. конф. — Саранск : Изд-во Мордов. ун-та, 2004. — С. 23 — 25;
- Целевые программы социально-экономического развития регионов / Проблемы устойчивости социально-экономического и культурного развития регионов РФ : матер. всерос. науч.-практ. конф. — Саранск : Изд-во Мордов. ун-та, 2004. — С. 27 — 28;

### 2005 год
- Муниципальное образование и ввод в оборот земель сельхозназначения / Экономика сельского хозяйства России. — 2005. — № 12. — С. 11;
- Собственные средства в местных бюджетах в РФ / Экономика и финансы. — 2005. — № 4. — С. 26-29;
- Рыночные агропромышленные объединения в системе региональных инвестиционных процессов / Вопросы экономики. — 2005. — № 5. — С. 29-31;
- Институциональные предпосылки улучшения инвестиционного климата в сельском хозяйстве региона / Социально-экономическое преобразования в аграрном секторе России: итоги и перспективы : сборник, посвященный 75-летию ВНИИЭСХ. — М. : ГНУВНИИ-ЭСХ, 2005. — С. 71 — 76
- Проблемы инвестирования малых форм хозяйствования в агропромышленном комплексе / Развитие предпринимательства на селе: региональный аспект : сб. матер. всерос. науч.-практ. конф. — Пенза : РИО, 2005. — С. 31 — 33;
- Развитие сельского предпринимательства в Пензенской области / Развитие предпринимательства на селе: региональный аспект : сб. матер. всерос. науч.-практ. конф. — Пенза : РИО ПГСХА, 2005. — С. 21 — 23;

### 2006 год
- Районные агропромышленные объединения в системе региональных инвестиционных процессов / Международный сельскохозяйственный журнал. — 2006. — № 2. — С. 33 — 39;
- Роль инвестиций в социальную сферу АПК / Современные гуманитарные исследования. — 2006. — № 1 (8). — С. 24 — 27;
- Факторы, влияющие на инвестиционный процесс в агропромышленном комплексе / Вопросы гуманитарных наук. — 2006. — № 1 (22). — С. 17 — 20;
- Проблема риска в управлении инвестиционным проектом / Проблемы экономики. — 2006. — № 1 (8). — С. 25 — 30;
- Состояние сельскохозяйственного производства как главное условие эффективности инвестиционного процесса / Проблемы экономики. — 2006. — № 1 (8). — С. 42 — 45;
- Законодательное обеспечение лизинговой деятельности в АПК / Юридические науки. — 2006. — № 1 (17). — С. 8-11;
- Государственное регулирование социально-инвестиционного процесса в АПК / Вопросы экономических наук. — 2006. — № 1 (17). — С. 39 — 42;
- Инвестиции в системе сельскохозяйственных отношений в свете проблемы экономической безопасности / Вопросы экономических наук. — 2006. — № 1 (17). — С. 42 — 44;
- Кредит в системе управления экономикой сельскохозяйственного предприятия / Экономика и финансы. — 2006. — № 21 (125). — С. 34 −37;

### 2007 год
- Развитие инвестиционных процессов в региональном АПК / АПК: экономика, управление. — 2007. — № 7. — С. 37 — 40;
- Повышение инвестиционной привлекательности региона: проблемы и решения / Вестник Университета управления; (университет правления). — 2007. — № 3. — С. 51 −54;
- Проблемы формирования кредитных кооперативов в региональном АПК / Труды Кубанского аграрного университета; Краснодар, — 2007. — С. 11-15;
- Формирование организационно-экономических механизмов поддержки аграрного предпринимательства / Предпринимательство. — 2007. — № 3. — С. 8 — 10;
- Направление совершенствования финансирования и кредитования агропромышленного комплекса в современных условиях / Экономика и эффективность организации производства : сб. работ 7-й междун. науч.-техн. интернет-конф., Брянск, 2007. — С. 42 — 44;
- О государственной поддержке крестьянских (фермерских) хозяйств: состояние и направления развития / Эффективные модели и методы государственного и муниципального управления : матер. всерос. науч.-практ. конф. — Саранск : Изд-во Мордов. ун-та, 2007. — С. 39
- Финансы организаций. Учебное пособие / Саранск: Изд-во Мордов. ун-та, 2005. — 109 с.;
- Методические указания по курсу «Бюджетное планирование и прогнозирование» / Саранск: Изд-во «Красный Октябрь», 2007. — 45 с.;
- Методические указания по курсу «Финансы бюджетных учреждений» / Саранск: Изд-во «Красный Октябрь», 2007. — 48 с.;

### 2013 год
- Город мастеров / информационный буклет — Саранск, 2013. −39 с.;
- Совершенствование системы содействия трудоустройству выпускников учреждений проф. образования / сб. докладов по матер. X Всеросс. научно-практ. Интернет-конф.- Кн. I. — Петрозаводск: Изд- во ПетрГУ, 2013. — С. 9 — 19;

### 2014 год
- Основные факторы преодоления кадрового дефицита на рынке труда / : сб. докладов по матер. XI Всеросс. научно-практич. Интернет-конф. — Петрозаводск: Изд-во ПетрГУ, 2014. — С. 3 — 14;
- Старт в профессию : (региональный образовательный модуль) / программа модуля. — Саранск : МО РМ, 2014. — 36 с.;

### 2015 год
- Старт в профессию: практика внедрения / информационные материалы — Саранск : М’art, 2015. — 40 с.;
- Реализация регионального образовательного модуля «Старт в профессию» в общеобразовательных организациях РМ / сб. докладов по матер. XII Все-росс. научно-практ. Интернет-конф. — Петрозаводск : Изд-во ПетрГУ, 2015. — С. 13 — 21;

### 2016 год
- Чемпионаты WorldSkills как инструмент профессиональной ориентации школьников / М. В. Антонова, Т. В. Шатина // Пути развития : матер. I Междун. панорамы современных педагогических идей.- Чебоксары : ООО "Образовательный центр «Инициатива», 2016. — С. 28 — 33;
- Сопровождение проф. самоопределения обучающихся в условиях муниципальной образовательной среды: опыт и перспектива развития / Под общ. ред. М. В. Антоновой. — Саранск : ГБУ ДПО «МРИО», 2016. — 157 с.;
- Профессиональный навигатор / рабочая тетрадь для старшеклассников. — ГБУ ДПО «МРИО», 2016. — 32 с.;
- WorldSkills Mordovia — 2016 / сборник материалов. — Саранск : ГБУ ДПО «МРИО», 2016. — 42 с.;
- Проектирование альтернативных моделей для организации сопровождения профессионального самоопределения молодежи с учётом потребностей рынка труда: матер. II Междунар. фестиваля пед. идей. / гл. ред. А. В. Степанова. — Чебоксары : ООО "Образовательный центр «Инициатива»
- Психолого-педагогическое сопровождение профессионального самоопределения обучающихся через призму проффессионального стандарта педагога / Психологическая наука и образование Архивная копия от 27 января 2022 на Wayback Machine. — М., 2016. — Т. 8. — № 2. — С. 29 — 39.
- Создание условий для реализации профессионального самоопределения обучающихся в РМ: сб. статей / под общ. ред. М. В. Антоновой. — Саранск : ГБУ ДПО «МРИО», 2016. — С. 21 — 25;

### 2017 год
- Early career guidance: search for advanced formats / Advances in Social Science, Education and Humanities Research (ASSEHR), volume 97; Proceedings of the 7th International Scientific and Practical Conference Current Issues of Linguistics and Didactics
- Подходы к проектированию содержания педагогической поддержки профессионального самоопределения младших школьников / Гуманизация образования. — № 6 .- 2017. — С. 97 — 106;
- Педагогическое сопровождение процесса социально-профессиональной ориентации младших школьников / Вестник Московского городского педагогического университета. Сер. : Педагогика и психология. — М., 2017. — № 2 (40). — С. 76 — 82;
- Ранняя профориентация как элемент социально-коммуникативного и познавательного развития детей дошкольного возраста / Современные наукоемкие технологии. — Пенза, 2017. — № 2. — С. 93 — 96;
- Педагогическая поддержка профессионального самоопределения младших школьников — проблемная зона профориентации / Профессиональное образование. Столица. — М., 2017. — № 5 — С. 35 — 38;
- Проблемно-ориентированная педагогическая поддержка профессионального самоопределения школьников: принципы и содержание / Профессиональное образование. Столица. — 2017. — № 11. — С. 38 — 44;
- Проектирование технологии и содержания проблемно-ориентированной педагогической поддержки профессионального самоопределения школьников / Гуманитарные науки и образование. № 4. — 2017. — С. 11 — 22;
- Система принципов педагогического сопровождения профессионального самоопределения младших школьников / Сибирский педагогический журнал. — 2017. — № 3. — С. 34 — 40;
- Точки бифуркации в развитии идеи «ранней профориентации» Архивная копия от 26 мая 2021 на Wayback Machine / Современные проблемы науки и образования. — 2017. — № 3. — Пенза, 2017.
- Дошкольник и ранняя профориентация: методическое пособие ГБУ ДОПО «МРИО». — Саранск, 2017. — 32 с.;
- Знакомимся с профессиями: рабочая тетрадь для детей 5-7 лет / ГБУ ДПО «МРИО». — Саранск, 2017. — 48 с.;
- Методические рекомендации для организации занятий курса по профессиональной ориентации «Профессиональный навигатор» для 9 класса общеобразовательных организаций / М. : ООО «Русское слово — учебник», 2017. — 72 с.;
- Рабочая тетрадь для организации занятий курса по проф. ориентации «Профессиональный навигатор» для 9 класса общеобразовательных организаций / М. : ООО «Русское слово — учебник», 2017. — 32 с.;
- Этнопедагогический подход в педагогическом сопровождении профессионального самоопределения дошкольников и младших школьников / Платформа-навигатор: развитие карьеры : научно-методический журнал. — № 1 (4). — 2017. — С. 42 — 50;
- Организация профориентационной работы в школе в условиях ФГОС ООО / сборник статей / под общ. ред. М. В. Антоновой. — Саранск : ГБУ ДПО «МРИО», 2017. — С. 4 — 18;
- Профессиональная проба как важнейшая технология формирования готовности к профессиональному самоопределению у обучающихся / сб. метод. матер. Всеросс. проекта «Живые уроки». — Саранск : ГБУ ДПО «МРИО», 2017. — С. 8 — 16;
- Сопровождение профессионального самоопределения обучающихся в условиях муниципальной образовательной среды: опыт и перспектива развития / Под общ. ред. М. В. Антоновой. — Саранск : ГБУ ДПО «МРИО», 2017. — 224 с.;
- Повышение квалификации педагогов и методическое сопровождение профессионального самоопределения обучающихся / сб. материалов научно-практ. конф. с междунар. участием. — М. : Изд-во «Экон-Информ», 2017. — 179 с.;
- От мечты — к профессии / Education#infocus : междунар. конф. по добровольчеству и социальным преобразованиям (20-23 июня 2017 г., г. Женева, Швейцария) / ред. кол. : Д. В. Федотов, О. В. Зубкова (отв. ред.); науч. ред. В. В. Коробкова; АНО «Организация»
- Учебно-методический комплекс «Профессиональный навигатор» — образовательная технология формирования успешного профессионального будущего / Вестник Университета талантов : научно-практический журнал. — Казань. — № 2. — 2017. — С. 138—139;
- Методические рекомендации по разработке адаптированных образовательных программ для обучения инвалидов и лиц с ОВЗ в образовательных организациях среднего профессионального образования / Саранск : МРИО, 2017. — 89 с.;

### 2018 год
- Изучение соответствия в отношении к проблеме профессионального выбора у школьника и у его родителей / Статья из перечня ВАК — Вестник УРАО. — № 1. — 2018. — С. 20 — 28;
- Оценка результативности профессионального самоопределения младших школьников: методологический подход / Статья из перечня ВАК — Образование личности. — № 1. — 2018. — С. 107—115;
- Проектирование и апробация системы педагогической поддержки профессионального самоопределения младших школьников / Статья из перечня ВАК — Гуманитарные науки и образование. — № 2. — 2018. — С. 7 — 15;
- Профориентационная образовательная среда регионального детского технопарка / Статья из перечня ВАК — Профессиональное образование. Столица. № 5 — 2018. — С. 18 — 27;
- Целеполагание педагогической поддержки профессионального самоопределения младших школьников / Статья из перечня ВАК — Человек и образование. — № 1 (54). — 2018. — С. 33 — 41;
- Экспериментальная апробация региональной интегрированной модели педагогической поддержки профессионального самоопределения младших школьников в РМ / Статья из перечня ВАК — Гуманизация образования. — № 2. — 2018. — С. 22 — 33;
- Профессиональная ориентация младших школьников: состояние, противоречия и пути развития / монография — АО "Областная типография «Печатный двор». — Ульяновск, 2018. — 328 с.;
- Путешествие в мир профессий / М. : ООО «Русское слово — учебник», 2018. — 128 с.;
- Путешествие по Мордовии / М. : ООО «Русское слово — учебник», 2018. — 112 с.;
- Региональный технопарк: профессиональная ориентация с детьми младшего возраста / М. В. Антонова // Платформа-навигатор: развитие карьеры : научно-методический журнал. — № 3 (5). — 2018. — С. 31 — 39;
- Создание в РМ системы психолого-педагогического сопровождения профессионального самоопределения обучающихся в соответствии с требованиями ФГОС / Региональные модели организации внеурочной деятельности обучающихся в условиях реализации ФГОС общего образования : Межрегион. научно-практ. конф.
- Профессиональные кадры — современному образованию / Развитие современного дополнительного проф. педагогического образования : сб. матер. Межрегион. научно-практ. интернет-конф., посвященная 90-летию системы доп. образования : в 2-х частях. Ч.1 / сост.: М. В. Антонова, Т. В. Самсонова. — С. 3-7;
- Методический навигатор профессионального роста учителя / Саранск : МРИО, 2018. — 100 с.;
- Инновационные технологии в оценке планируемых образовательных результатов обучающихся в соответствии с требованиями ФГОС ОО / Саранск : МРИО, 2018. — 24 с.;
- Проектирование национально-региональной системы оценки качества общего образования в соответствии с требованиями ФГОС ОО / Саранск : МРИО, 2018. — 28 с.;
- Разработка и экспертиза оценочных средств в рамках реализации ФГОС ОО / Саранск : МРИО, 2018. — 24 с.;
- Эффективная школа : проектно-программный подход Модернизация содержания и технологий по формированию предметных, метапредметных и личностных результатов в рамках различных предметных областей / МО РМ, Саранск : МРИО, 2018. — 76 с.;
- Проектирование программы управления качеством образования в общеобразовательной организации / Саранск : МРИО, 2018. — 24 с.;
- Проектирование муниципальных программ управления качеством образования / Саранск : МРИО, 2018. — 24 с.;
- Инновационные подходы в преподавании учебных предметов / Саранск : МРИО, 2018. — 24 с.

### 2019 год
- Мордовская азбука  / авт.-сост. М. В, Антонова — М.: ООО «Русское слово — учебник», 2019. −64 с.: ил.
- Vocational Guidance Of Junior Schoolchildren On Practice-Oriented Basis Архивная копия от 26 февраля 2021 на Wayback Machine / М.V. Antonova, Т. I. Shukshina, I. B. Buyanova, S. N. Gorshenina, I. A. Neyasova// AD ALTA: Journal of interdisciplinary research, 2019, vol. 9, issue 1, special issue VI.
- Факультет физической культуры Мордовского пединститута: подготовка кадров в условиях сетевого взаимодействия Архивная копия от 26 мая 2021 на Wayback Machine / М. В. Антонова, П. В. Замкин, В. В. Мирошкин // Теория и практика физической культуры. — 2019. — № 6. — С. 14-16.
- Инновационные структурные подразделения педагогического вуза как эффективный ресурс подготовки кадров для инклюзивной практики  / сб. V Международной практической конференции «Инклюзивное образование непрерывность и преемственность». — Москва:  МГППУ, 2019. — С. 302—306
- Modelo de preparación de escolares de primaria para la elección de una profesión Архивная копия от 12 июля 2021 на Wayback Machine // Revista Dilemas Contemporáneos: Educación, Política y Valores, Diciembre, 2019.
- Младший школьник: подготовка к профессиональному выбору : монография / М. В. Антонова; Мордов. гос. пед. ин-т. — Саранск, 2019. — 165 с.
- Профориентационная работа с детьми ранних возрастов: подготовка к выбору или поддержка самоопределения? (Терминология и методология) / М. В. Антонова // Мир науки. Педагогика и психология. -  2019. -  Т. 7. -  № 4.
- 2019 год — Пропедевтический этап профориентационной работы: терминология Архивная копия от 7 марта 2021 на Wayback Machine / М. В. Антонова // Мир науки. Педагогика и психология. — 2019. — № 6.

### 2020 год
- Выбор будущей профессии: pro et contra ранней социально-профессиональной ориентации Архивная копия от 26 мая 2021 на Wayback Machine / М. В. Антонова. — Текст : электронный // Мир науки. Педагогика и психология. — 2020. — № 1. Загл. с экрана. Яз. рус., англ.
- Принципы пропедевтической подготовки младших школьников к будущему выбору профессии / М. В. Антонова // Профессиональная ориентация и профессиональное самоопределение обучающихся: вызовы времени: сборник научных статей по материалам Всероссийской научно-практической конференции, посвященной памяти академика РАО, доктора педагогических наук, профессора С. Н. Чистяковой, (г. Саранск, 24 апреля 2020 г.) / редкол. : М. В. Антонова, Т. И. Шукшина, Ж. А. Каско, С. Н. Горшенина; отв. ред. Т. И. Шукшина; Мордовский государственный педагогический институт. — Саранск : РИЦ МГПИ, 2020. — 1 электронный оптический диск. — Заглавие с экрана. — Текст : электронный.
- База данных научно-методических материалов по теме «Модель пропедевтической подготовки младших школьников к выбору профессии». Автор: Антонова М. В. (свидетельство о государственной регистрации базы данных № 2020620857 от 26.05.2020 г.)
- Оценка результативности подготовки младших школьников к будущему выбору профессии. Автор: Антонова М. В. (свидетельство о государственной регистрации базы данных № 2020620754 от 29.04.2020 г.)
- Antonova M. V. Pedagogical technology for early choice of future profession Архивная копия от 26 февраля 2021 на Wayback Machine // ADALTA: Journal of Interdisciplinary Research. — Volume 10, Issue 1, Special Issue XI, 2020. — С. 68-71.
- Антонова, М. Педагогический вуз — это важнейший социальный и просветительский институт / М. Антонова. — Текст : непосредственный // Муниципальная Россия. — 2020 — № 3(101). — С.70-75.
- Педагогический университет как центр этнокультурного образования: ответ на вызовы нового времени : Pedagogical University as a Center for Ethnocultural Education: Responding to the Challenges of the New Time / Учителя Алтая; Алтайский институт развития образования им. А. М. Топорова.

### 2021 год
- Современные тренды в выборе профессионального будущего / М. В. Антонова. — Текст : непосредственный // Педагогика и психология образования. — 2021. — № 1. — С. 65-73. — doi:10.31862/2500-297X-2021-1-65-73.